# Schloss Mier

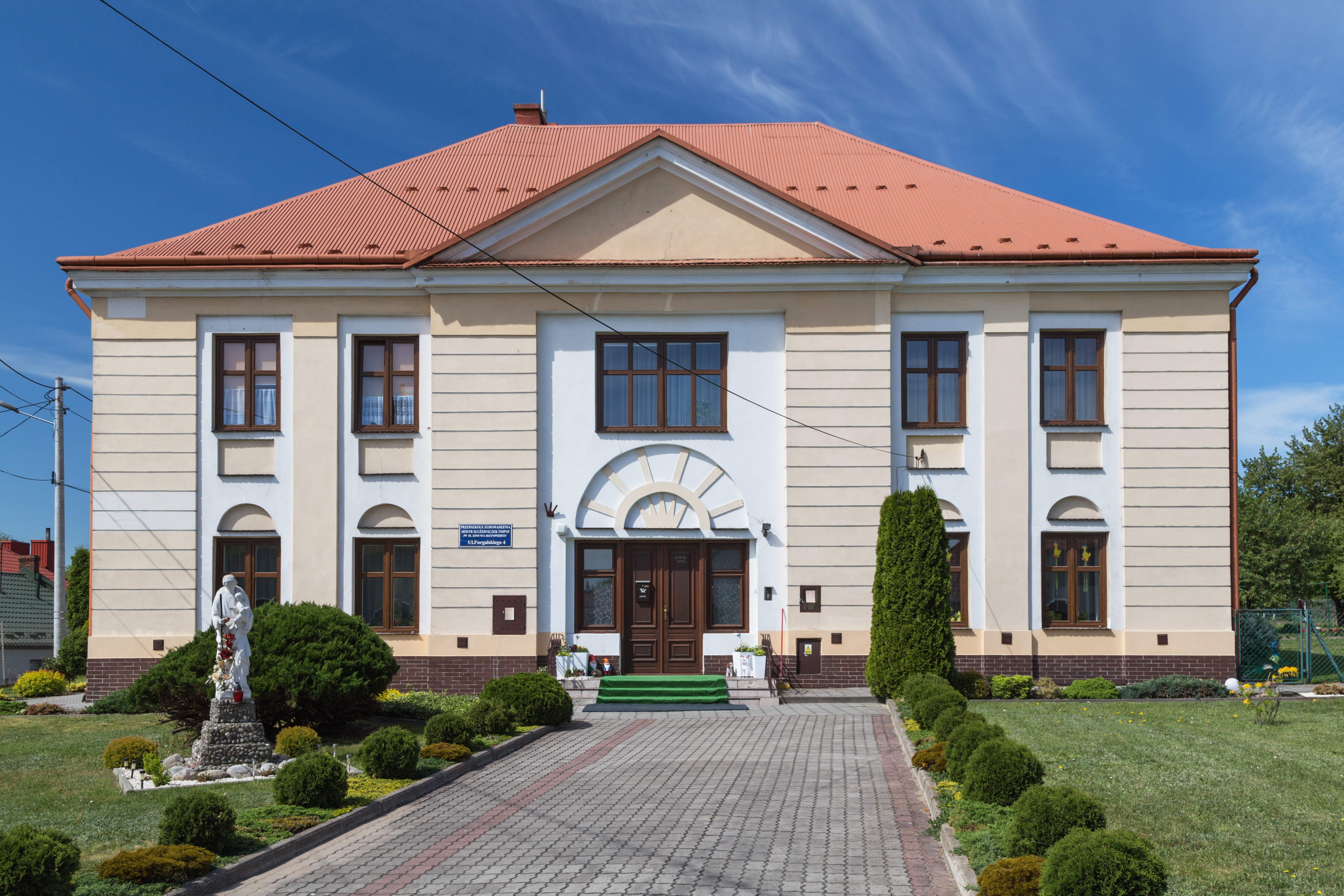
Außenansicht

Das Schloss Mier (polnisch Pałac Miera w Leżajsku) ist ein Schloss in Leżajsk. Es gehörte dem polnischen Adelsgeschlecht Mier.

## Geschichte
Das Schloss wurde um 1819 für Wojciech Mier gegenüber dem Schloss Starościński erbaut. Nach seinem Tod 1831 ging es an die Potocki aus Łańcut. 1918 ging das Schloss an ein Nonnenkloster, das seither hier einen Kindergarten betreibt.